# A. E. Coleby
A.E. Coleby (1876 – 15 de julho de 1930) foi um ator, roteirista e diretor britânico da era do cinema mudo.

## Filmografia selecionada
- Kent, the Fighting Man (1916)
- Thelma (1918)
- The Right to Live (1921)
- Long Odds (1922)
- The Prodigal Son (1923)
- The Mystery of Dr. Fu Manchu (1923)
- The Flying Fifty-Five (1924)
- The Moon Diamond (1926)
- The Locked Door (1927)
- Over the Sticks (1929)